# مروحة (علم الطيران)

تقوم مروحة مركبة جوية بتحويل الحركة الدورانية من المحرك أو أي مصدر طاقة ميكانيكى آخر، لتوفير القوة الدافعة، وتتضمن محور دوار يرتبط به إطار من شفرات الأجنحة (ريش المروحة)، وتدور تلك التجميعة بالكامل حول المحور الطولي. ويمكن التحكم في درجة ميل شفرات المروحة بالتغيير يدويا، أو بالتغيير أوتوماتيكيا، وضع «السرعة الثابتة».

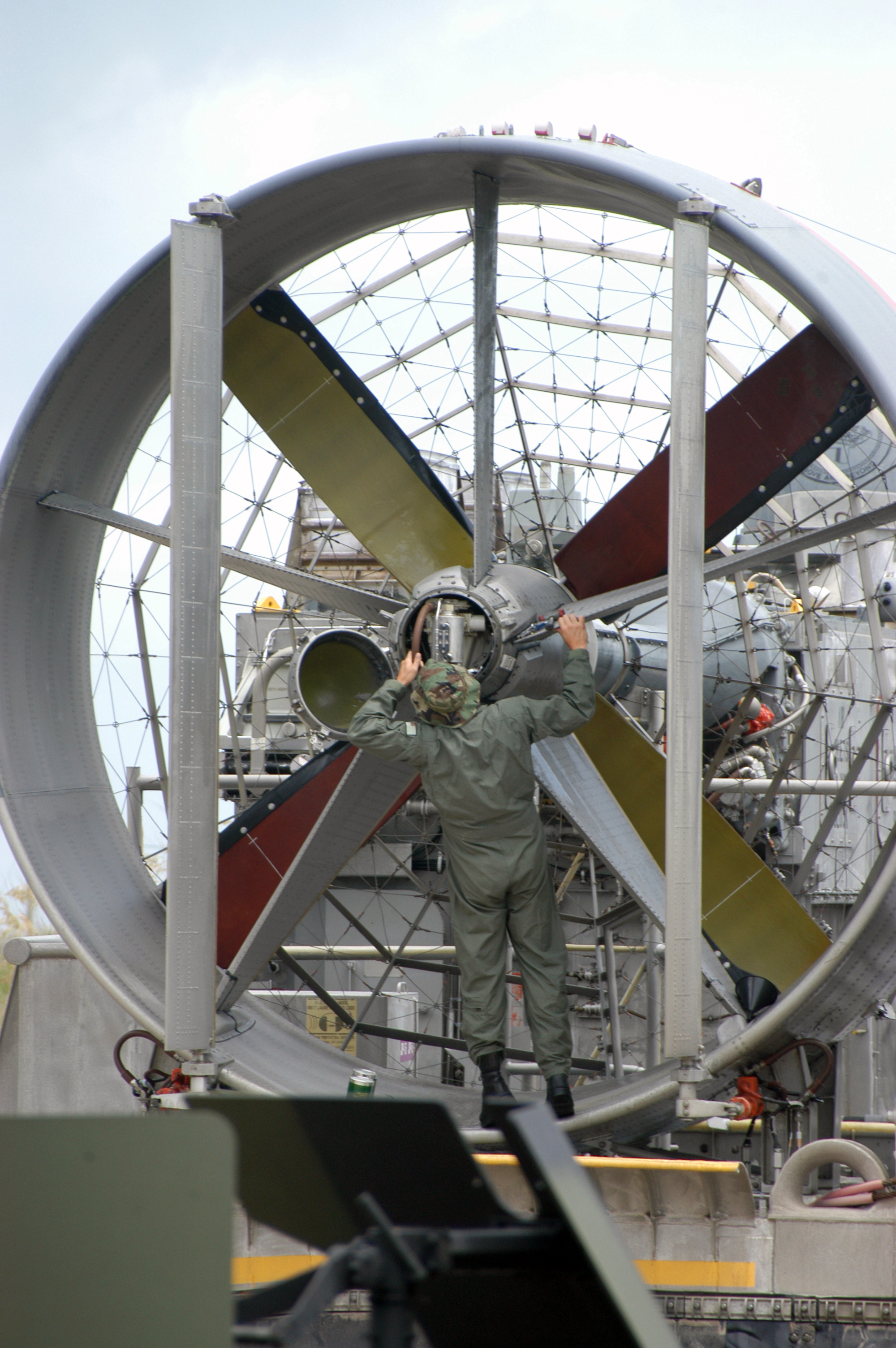
بحار يتفقد مروحة للملاحة الأمريكية

أ تي أر 72 خلال رحلة

وتتصل مروحة الدفع بناقل الحركة مباشرة، أو من خلال تقليل النقل أو السرعة، وخاصة في تصاميم الطائرات الكبيرة. في البداية، نحتت معظم مراوح الطائرات باليد من الخشب الصلب أو المغلف بصفائح، في حين أصبحت الإنشاءات المعدنية في وقت لاحق أكثر شعبية، وفي الآونة الأخيرة أستخدمت المواد المركبة بشكل متزايد.
تتناسب المراوح مع السرعات التي تحت مستوى سرعة الصوت والتي تصل إلى حوالي 480 ميلا في الساعة (770 كم / ساعة)، حيث إذا زادت السرعة عن ذلك تتخطى أطراف شفرات المروحة سرعة الصوت، ويحتمل وجود صدمات تسبب السحب العالية ومشاكل ميكانيكية أخرى.

## التاريخ

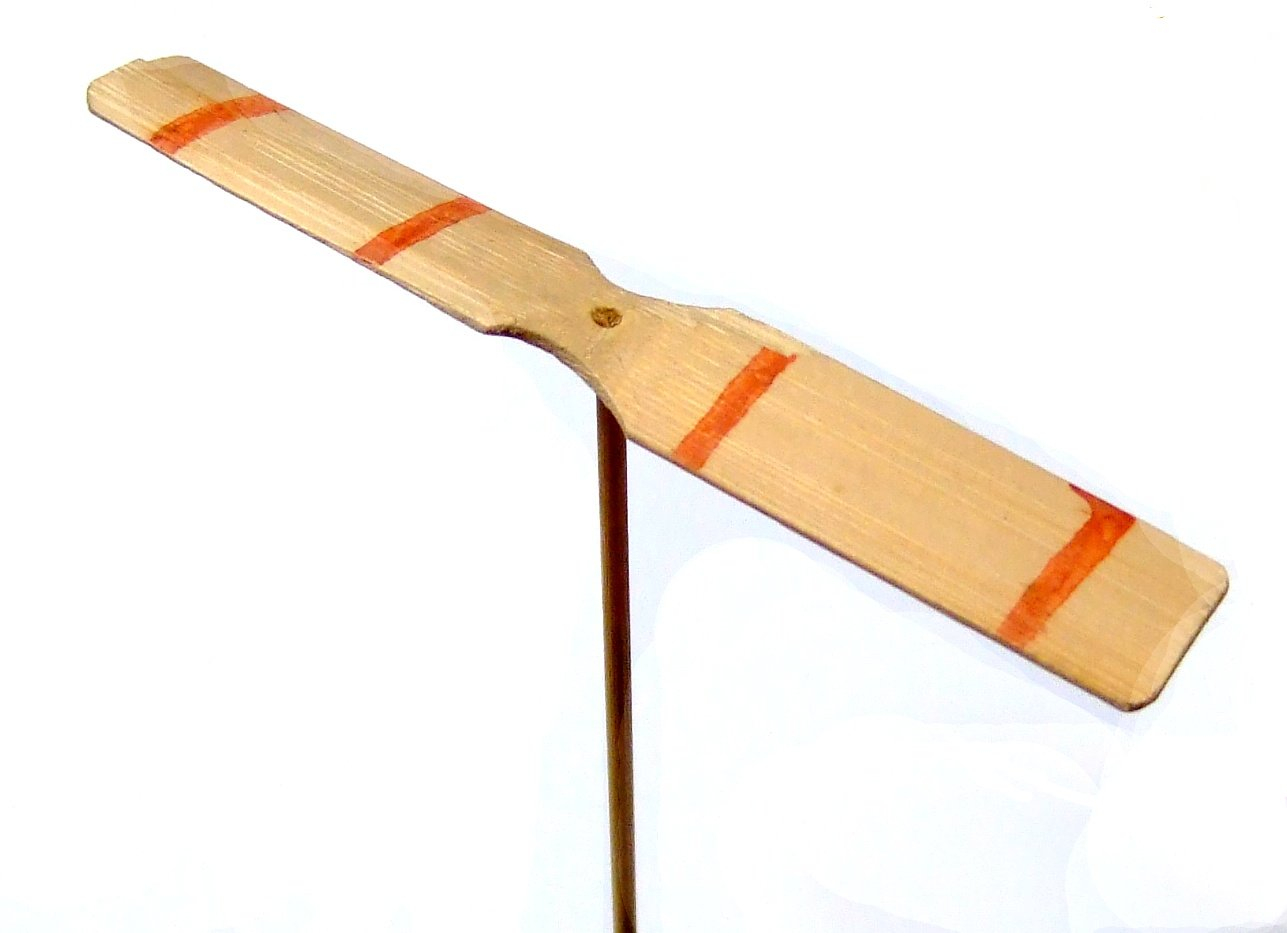
نموذج للهيلوكوبتر الخيرزان الصيني

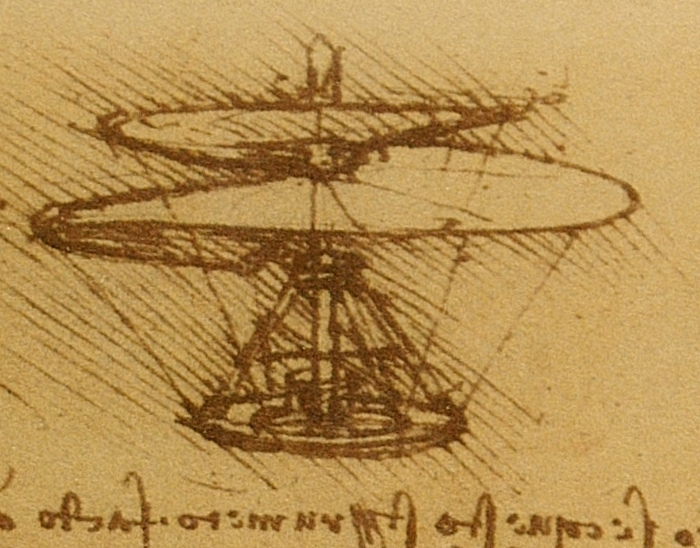
منطاد ليوناردو الهوائي

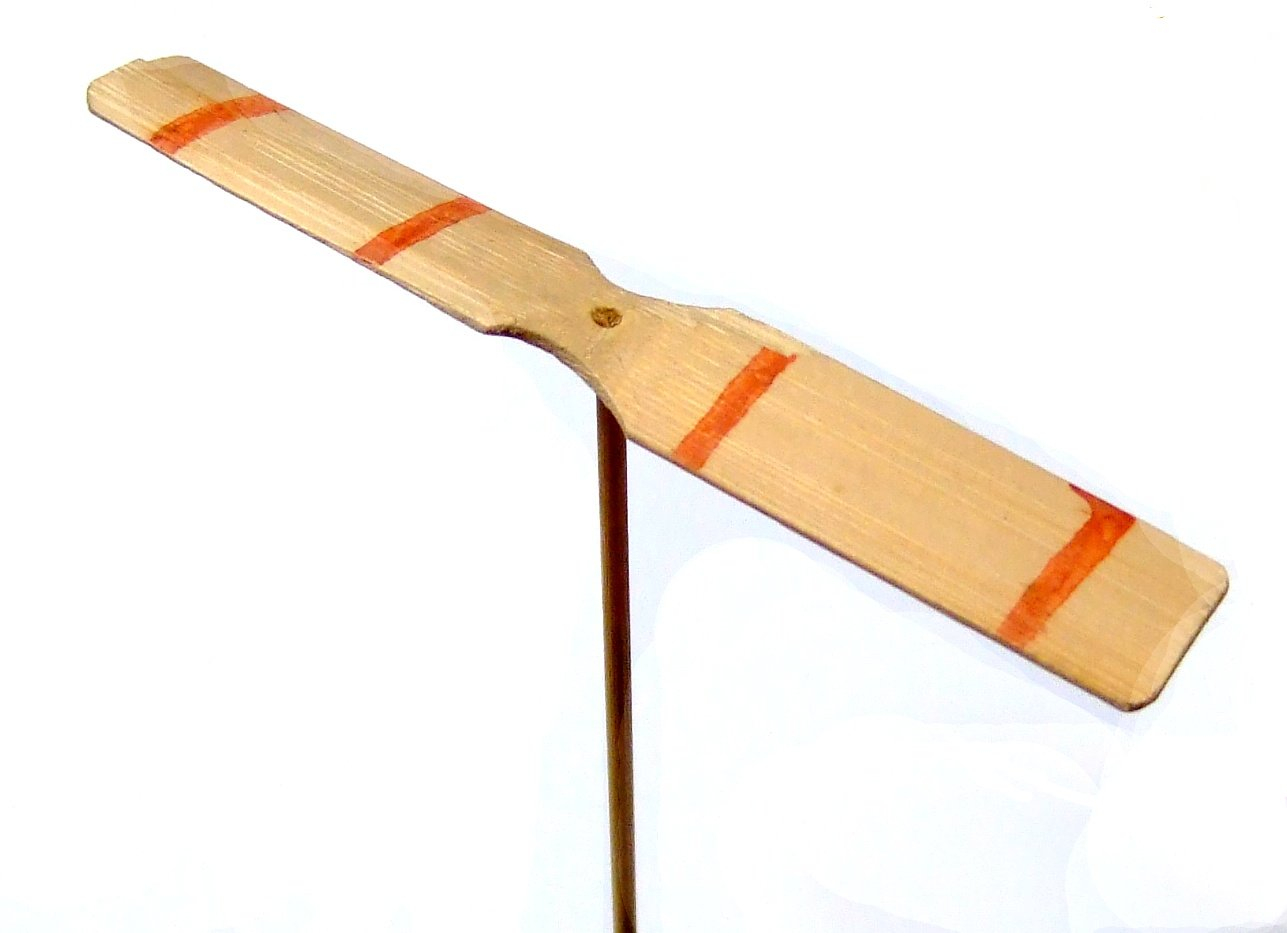
نموذج للهيلوكوبتر الخيرزان الصينية

جاءت أولى المراجع عن الطيران العمودي من الصين.منذ حوالي 400 سنة قبل الميلاد، بينما كان الأطفال الصينيين يلعبون بلُعب الطائرة المصنوعة من الخيزران. والفكرة كانت بمسك عصا وإدارتها بين الأيدي. تلك العصا بها مروحة، وعند إطلاقها ترتفع لأعلى. وفي القرن الرابع بين جى هونج في كتابه الطاوي باوبوزي (والذى اعتنق مبدأ البساطة) بعض الأفكار المرتبطة لخلق وصنع طائرة بجناح دوار.

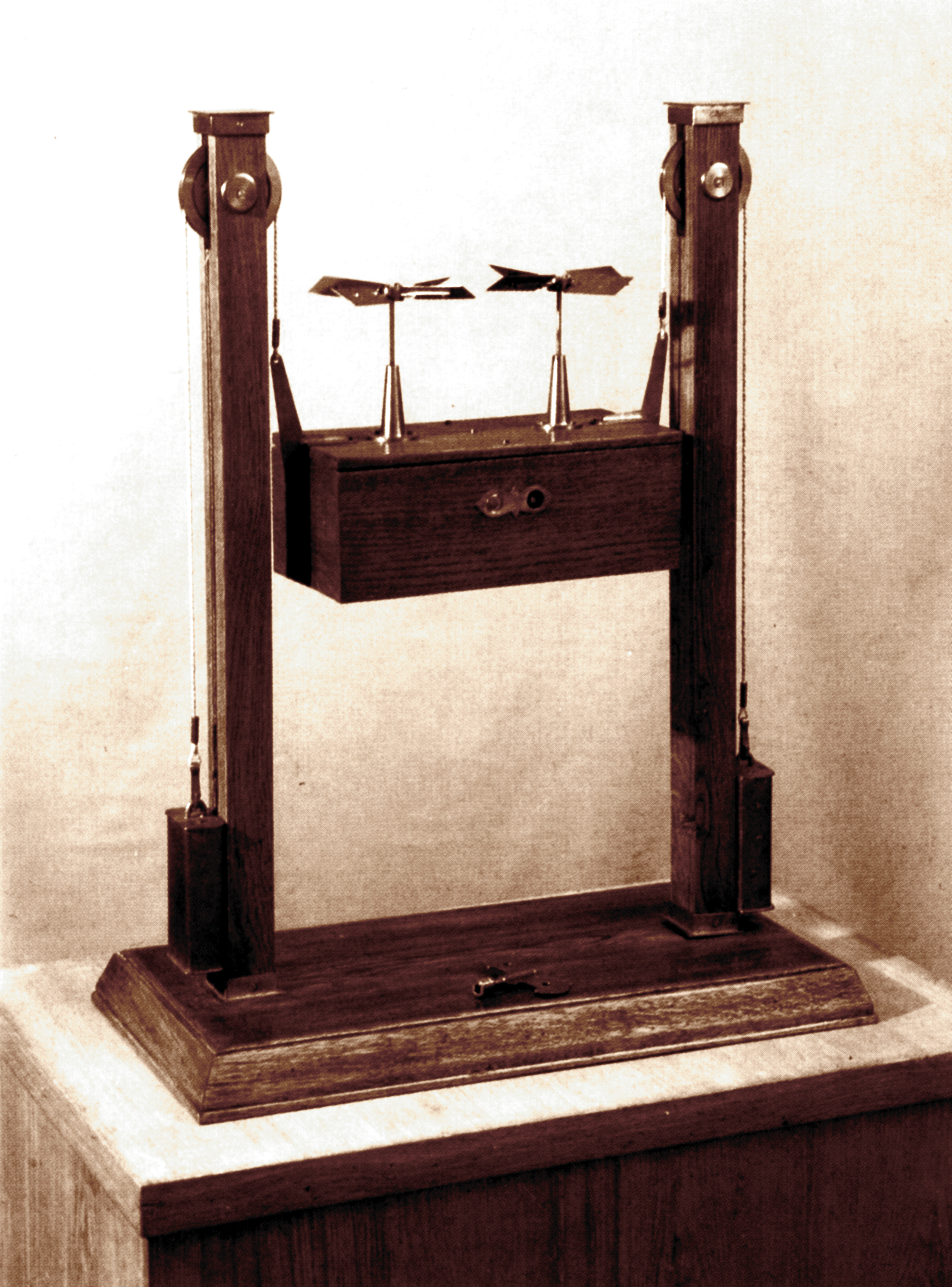
مروحة لومونسوف

ظهرت تصاميم مماثلة إلى لعبة هليكوبتر الصينية في لوحات عصر النهضة وغيرها من الأعمال.

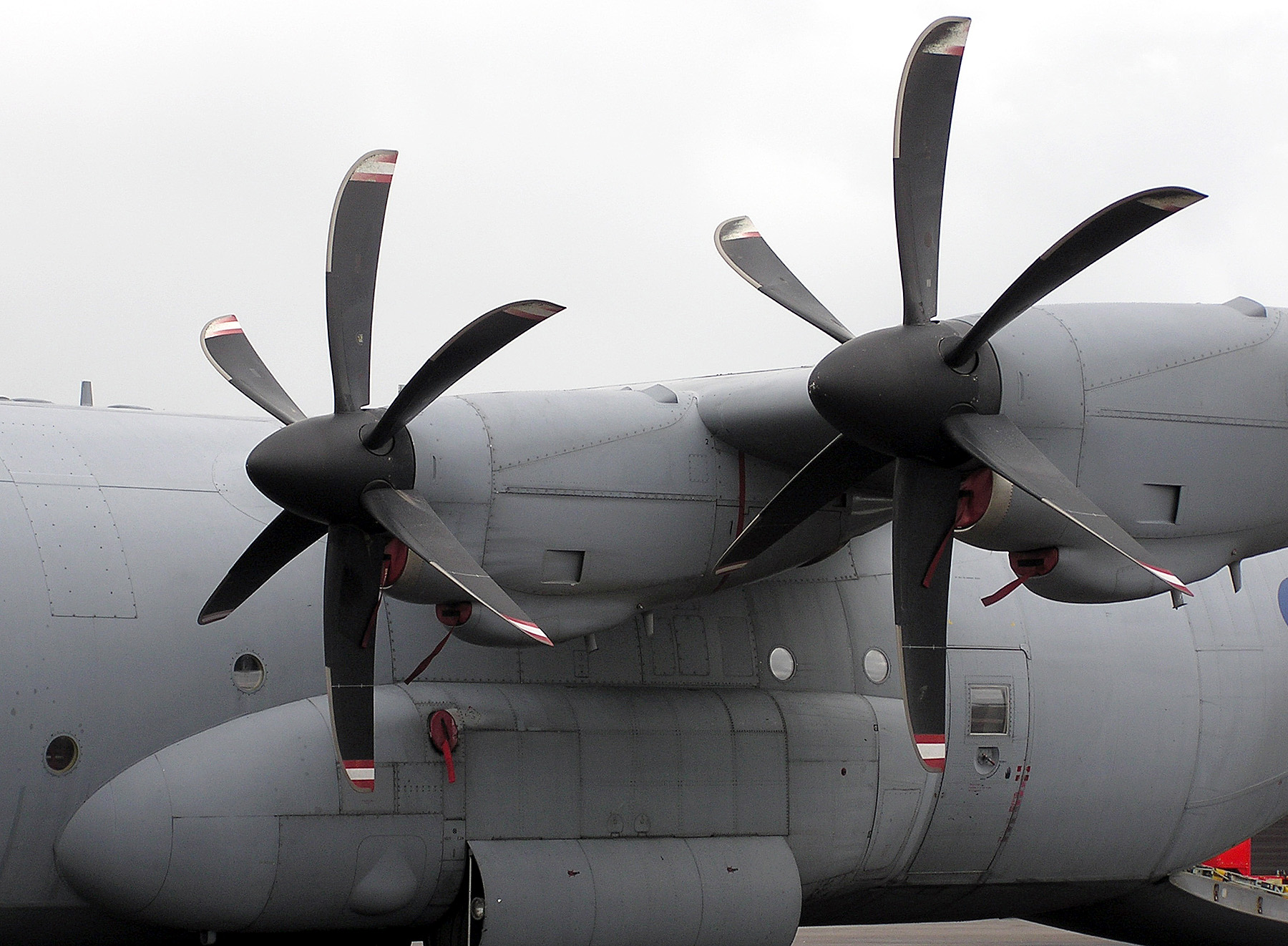
المراوح الريشية لطائرة راف هيركليز سى 4

وحتى أوائل 1480، عندما اخترع ليوناردو دا فينشي تصميم لآلة يمكن وصفها بأنها «اللولب الجوي»، وحيث كان أي تقدم محرز في اتجاه الطيران العمودي. وأشارت مذكراته أنه بنى نماذج طيران صغيرة، ولكن لم تكن هناك مؤشرات على أي تدابير لوقف الدوار من جعل المركبة تدور. وكلما زادت المعرفة العلمية وأصبحت أكثر قبولا، تواصلت متابعة فكرة الطيران العمودي. كثيرا من تلك النماذج والآلات في وقت لاحق كانت أكثر شبها للخيزران الطيار القديم مع أجنحة الغزل، بدلا من لولب ليوناردو.
وفي يوليو 1754، اخترع الروسي ميخائيل لومونوسوف نموذج محوري بعد الصينيين ولكنه كان يدفع بأداة دفع الهواء  وشرحه وقدمه للأكاديمية الروسية للعلوم. كان يعمل بنفخ الهواء، واقترح كوسيلة لرفع أدوات الأرصاد الجوية. في 1783، قام كريستيان دى لاونواى ومهندسهه بينفينو بعمل نموذج على خلفية الرأس الصينية ذات المحور المركزي وتكونت شفرات مروحته الدوارة من ريش ديك رومي. وفي 1784، أوضحهه للأكاديمية الفرنسية للعلوم. وتم تقديم نموذج للمنطاد ذو محرك من قبل جون بابتيست في 1783. بينت الرسومات طوله حيث كان 260 قدم (79 متر) ومغطى بشكل انسيابي وملحق ببالونات هوائية داخلية تنظم حركة الصعود. صمم ذلك المنطاد للتحرك بثلاث مراوح دافعة. سنة 1784، قام جان بيير بلانشار بتركيب مروحة تعمل بالطاقة اليدوية للبالون، وهي أول وسيلة سجلت لدفع المنطاد عاليا. تأثر جورج جايلاي بسحر الطفولة في الرأس الصينية الطائرة، لذلك وضع نموذجا من الريش مشابه لنموذج لاونواى وبينفينو ولكن مدعوم بأربطة المطاطية. وبحلول نهاية القرن، كان قد تقدم لاستخدام شراع من القصدير للشفرات الدوارة ومنفاخ هواء كمصدر للطاقة. كما أن كتاباته عن تجاربه ونماذجه أصبحت مؤثرة على رواد الطيران في المستقبل.

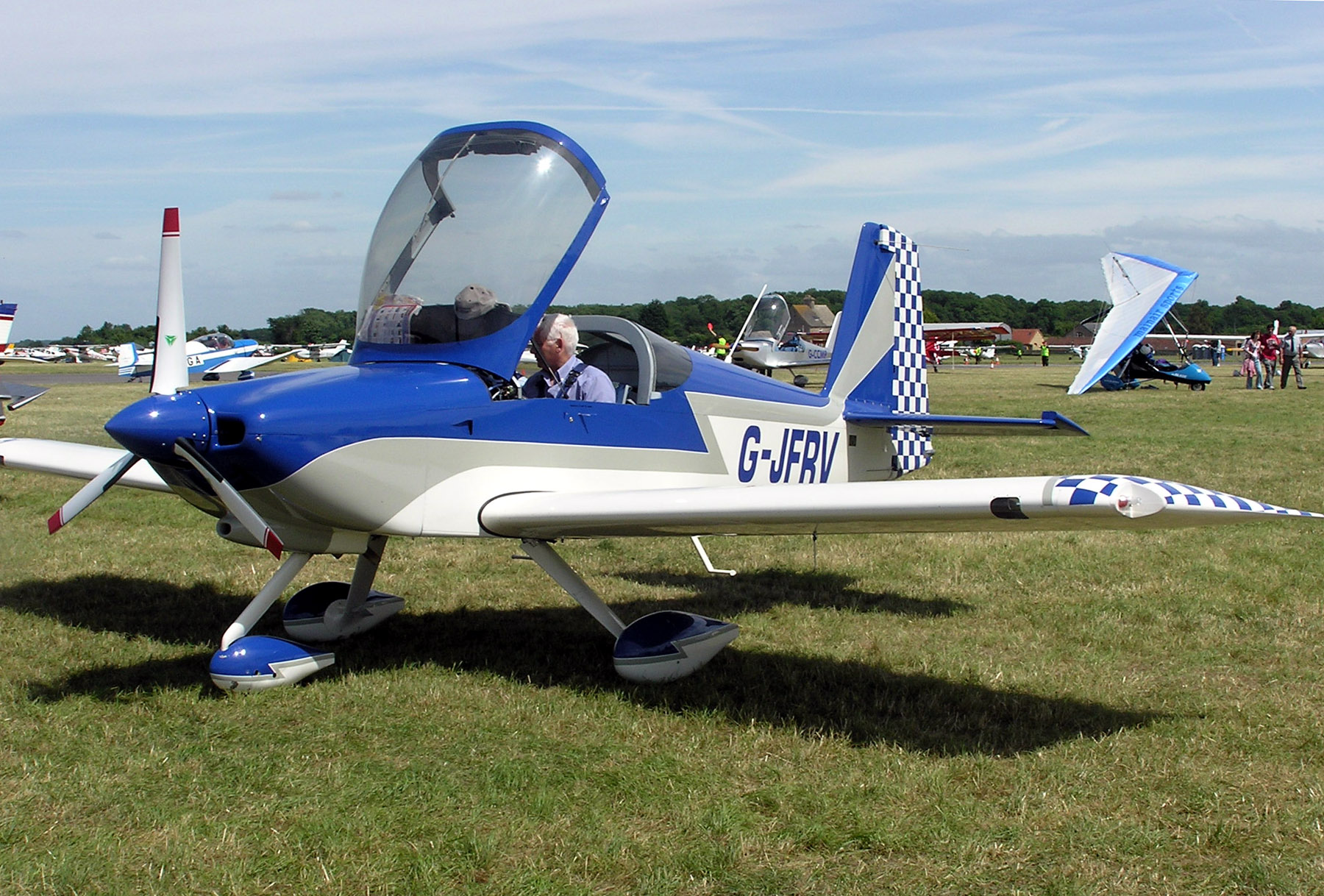
مروحة بثلاث ريش لطائرة خفيفة

أرسل ويليام بلاند تصاميم لمنطاده الأوتوماتيكى إلى معرض مملوك في لندن، حيث عرض ذلك النموذج. وكان بالون ممدود بمحرك بخار وبزوج من المراوح تعلق تحته. وفي سنة 1870 صمم ألفونس بينود نموذج للعبة هيلكوبتر ذو محور مركزي دوار ومدعومة بأربطة مطاطية. في عام 1872 أطلق دوبوي دي لومي بالون كبير للملاحة، حيث إمتلك مروحة كبيرة تدفع من قبل ثمانية رجال. قام حيرم ماكسيم ببناء مركبة تزن 3.5 طن، ويصل طول أجنحتها ل 110 قدم (34 متر) ويقوم بدفعها زوج من المراوح والتي يشغلها زوج من المحركات البخارية بقوة 360 حصان (270 ك وات) وفي عام 1894 تم اختبار جهازه مع القضبان العلوية لمنعها من الارتفاع. وأظهر الاختبار أن لديه ما يكفي من الرفع للإقلاع. إحدى ألعاب بينوود، أعطت إليهم كهدية من أبيهم وكانت إلهام الأخوين رايت لملاحقة حلم الطيران. وقدم الأخوان رايت ما يسمى بالأجنحة الملتوية وهي شكل لمروحة طائرة. وفي الوقت الذي كان فيه مهندسون سابقون يحاولون تصميم المراوح الجوية على أساس المراوح البحرية، أدرك الأخوان رايت أن المروحة مهمة تماما كالجناح، وكانوا قادرين على استخدام بيانات تجارب النفق الهوائي على الأجنحة السابقة، لعمل التواء على طول شفرات المروحة. وكات كفاءة شفرات مروحتهم الأصلية حوالى 82% ، مقارنة بنسبة ال90% للمراوح الحديثة.

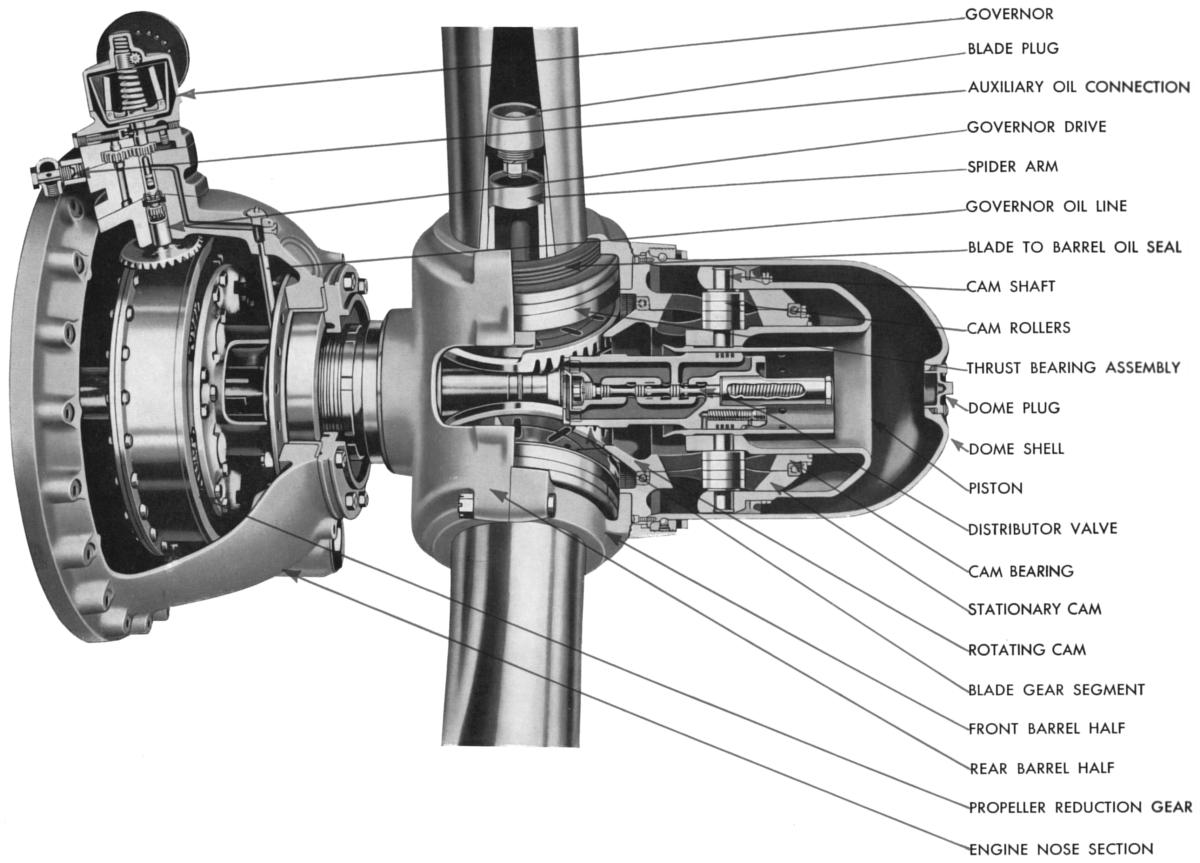
قطاع عرضى للمروحة المعيارية لهميتون. تلك الطائرة ثابتة السرعة استخدمت في كثير من المعارك الأمريكية

كان خشب الماهوجانى هو المفضل لعمل المراوح خلال الحرب العالمية الأولى، ولكن نقص المواد في وقت الحرب شجعت استخدام خشب الجوز والبلوط، والكرز، والرماد. وكان ألبرتو سانتوس ديمونت رائد آخر سابق، له تصميم مروحة لطائرته قبل الأخوين رايت (ولو لم يكن بنفس الكفاءة). لقد طبق المعرفة التي حصلها من خبراته مع الطائرات لعمل مروحة بعمود أو ناقل من الصلب وشفرات ألومنيوم لطائرته ذات الجناحين بيس 14 سنة 1906. بعض تصاميمه استخدمت ورقة من الألومنيوم للشفرات، وبالتالي خلق شكل الجنيح. كان به تحدب خطير بالإضافة إلى عدم وجود تطور طولي جعلها أقل كفاءة من مراوح رايت. ومع ذلك، ربما كان هذا أول استخدام للألومنيوم في بناء الطائرات. وأصلا، الجنيح الدوار وراء الطائرة، والذي يدفعها، كان يسمى المروحة، في حين سمي الذي يسحبها من الأمام جرار. مؤخرا أصبح ما يسمى بالدافع منصب في نهاية الطائرة على عكس الجرار المركب بالأمام وكلاهما يعتبر مروحة.وأكتملت تماما الديناميكيات الهوائية لمروحة السرعة المنخفضة في 1920، ولاحقا، أصبحت مشكلة الحصول على طاقة أكبر وبحيز قطرى أقل أكثر تعقيدا.

## نظرية وتصميم مراوح الطائرات
صممت المروحة تصميما جيدا وبشكل نموذجي تصل كفاءتها إلى حوالي 80٪ عندما تعمل في أفضل نظام. وتتأثر كفاءة المروحة من زاوية الهجوم (ألفا (حرف)).ويعرف ذلك على أنه ألفا (حرف) = فاي (حرف) – ثيتا، حيث θ هي الزاوية الحلزونية (الزاوية بين محصلة السرعة النسبية واتجاه دوران الشفرة) و Φ هي زاوية ميل شفة المروحة. الميل الصغير جدا والزاوية الحلزونية يعطيان أداء جيد ضد المقاومة لكن يوفران دفع قليل، بينما الزوايا الأكبر لها تأثير معاكس. وتعتبر أفضل زاوية حلزونية عندما تعمل الشفرات كأجنحة تنتج ارتفاعا أكثر من السحب.وتعتبر زاوية الهجوم مشابهة لنسبة التقدم بالنسبة للمراوح.
يتم تحديد كفاءة المروحة كالآتي:
{\displaystyle \eta ={\frac {\hbox{propulsive power out}}{\hbox{shaft power in}}}={\frac {{\hbox{thrust}}\cdot {\hbox{axial speed}}}{{\hbox{resis torque}}\cdot {\hbox{rot speed}}}}.}

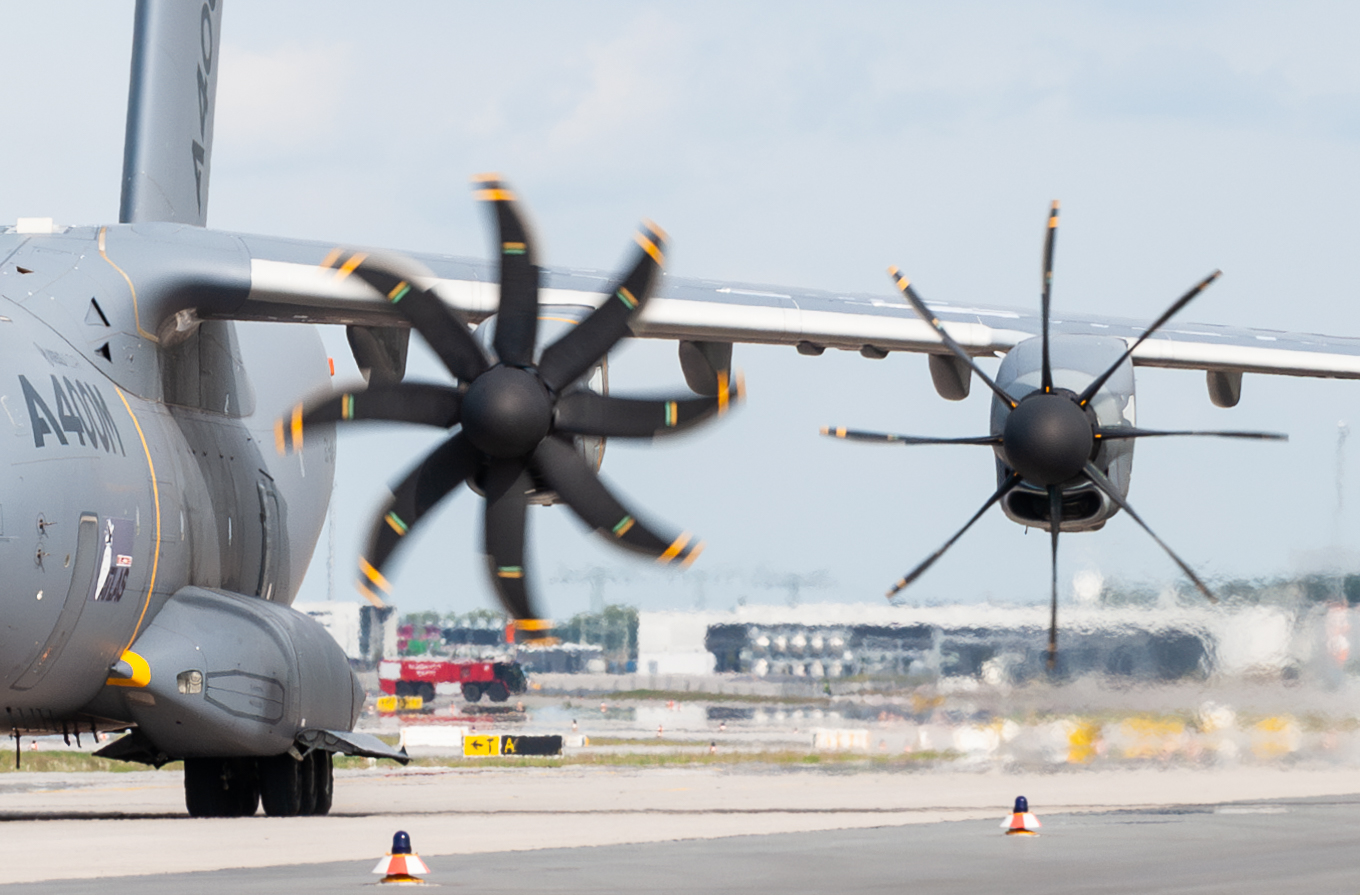
المروحة التربونية إيربص أ 400)

المراوح المستخدمة في قسم الجنيح مشابهة لجناح السحب المنخفض وعموما تكون منخفضة في كفاءة عملها إذا كانت في وضع غير زاوية الهجوم المثلى.ولذلك تستخدم بعض المراوح آلية الميل المتنوع بحيث تتغير زاوية ميل الشفرات مع تغير سرعة المحرك أو الطائرة.
مروحة الشفرات الثلاث للطائرة الخفيفة: الناقلة أر في-7أ
وهناك اعتبار آخر هو عدد وشكل الشفرات (ريش) المستخدمة.فزيادة نسبة حجم الريش يقلل السحب ولكن كمية الدفع المنتجة تعتمد على منطقة الشفرات، ولذلك استخدام شفرات ذات حجم عالي تؤدى لإفراط في قطر المروحة.وتوازن آخر حيث استخدام عدد أقل من الريش يقلل من آثار التدخل بينها، ولكن لكى نمتلك منطقة شفرات كافية لنقل الطاقة المتاحة في قطر محدد يعني أننا بحاجة إلى حل وسط.وزيادة عدد الشفرات يقلل مسحة العمل التي تحتاجها كل شفرة، مما يحد من عدد ماخ المحلي –حد أداء عالي للمراوح.
يعانى أداء المروحة كلما إقتربت سرعة الشفرات من سرعة الصوت.ولأن سرعة الهواء النسبية في أي قسم من المروحة هي حاصل جمع سرعة الطائرة وسرعة الانحراف بسبب الدوران، فإن أطراف شفرات المروحة ستصل لسرعة الصوت قبل الطائرة نفسها.عندما يصل الهواء المتدفق حول طرف الشفرات إلى سرعته الحرجة، تزداد مقاومة عزم الدوران والسحب بشكل كبير وتباعا تزداد موجات التصادمات بشدة.ولذلك لا تطير الطائرات ذات المروحة التقليدية أوسع من ماخ 0.6 رغم وجود طائرة مروحية وصلت لسرعة ماخ 0.8 لكن بالطبع عدم كفاءة المروحة عند تلك السرعة يجعل من النادر حدوثها.
وقد كانت هناك جهود لتطوير مراوح الطائرات بسرعات عالية. «الإصلاح» هو مشابه لتصميم الجناح الأسرع من الصوت.حيث تظل السرعة النسبية العظمى أقل بقدر الإمكان بالتحكم الحذر بالميل للسماح للشفرات بالحصول على زوايا لولبية أكبر، ثم تستخدم أقسام شفرة رقيقة فتعيد الشفرات مرة أخرى في شكل السيف (مروحة بحد سيفى)، يتم استخدام عدد أكبر من الشفرات لتقليل عمل الشفرة وكذلك تقليل طول الدورة، ويستخدم الدوران المرتد.والمراوح المصممة أكثر كفاءة من مراوح التربو وسرعتها الصاروخية (ماخ 0.7 -0.85) مناسبة لطياران الخطوط الجوية، ولكن الضوضاء المتولدة منها هائلة (أنتونوف أن -70 وتوبوليف تى -95)

### القوى العاملة (المؤثرة) على المروحة
تعمل قوى خمس على ريش مراوح الطائرات في وضعية الحركة. بعض من هذه القوى يمكن ترتيبها لتتصرف فيما بينها، وبالتالى الحد من الضغوط الميكانيكية الشاملة المفروضة.

#### قوة انحناء الدفع
تعمل قوة الدفع المحملة على شفرات (ريش) المروحة كرد فعل للهواء المعاكس لاتجاهها على ثنى الشفرات، لذا غالبا ما تميل الشفرات للأمام، ولذلك نجد أن القوة الطاردة المركزية الظاهرية للدوران تعمل على انحناء الشفرات للخلف، وبالتالي تحقيق التوازن بين آثار الانحناء.

#### قوى الالتواء الديناميكى الهوائى والطرد المركزية
تم اختبار قوى التواء الطرد المركزية بالدوران السريع غير المتماثل.وفي المروحة، فإنها تعمل على التواء الشفرات لميل مناسب.ولذلك يترتب مركز الديناميكية الهوائية للضغط ليكون إلى الأمام قليلا من المنتصف الميكانيكي، وخلق لحظة التواء نحو الميل الخشن والتصدي للحظة الطرد المركزي .ومع ذلك في حالة الهبوط السريع من الممكن أن تتغير قوة الطرد المركزية بشكل كبير ما يعمل على اختلاف الحظات .

#### قوة الطرد المركزية
تشعر القوة بعمل الشفرات وتقوم بسحبها بعيدا عن المحور عند الدوران .وتترتب بشكل يعمل على إبطال قوة انحناء الدفع، كما الموضح أعلاه .

#### قوة انحناء عزم الدوران
مقاومة الهواء التي تعمل ضد الريش، والمصحوبة بآثار القصور الذاتي تسبب انحناء ريش المروحة بعيدا عن اتجاه الدوران .

### شفرات المروحة المنحنية
منذ 1940، فالمراوح ذات الأطراف المرتدة للخلف أو الشفرات المنحنية (شكل سيفى) تم دراستها تحت تطبيقات السرعة العالية لتأخر الصدمات الموجية، مشابهة لطريقة الجناح المكسح الخلفية، حيث تقترب أطراف الشفرات من سرعة الصوت .و توقع من طائرة النقل أ400م أن توفر المثال الأول: لاحظ أنها ليست مروحة بالفعل لأن المراوح ليست منصبة على ناقل المحرك مباشرة وإنما تدفع من خلال تقليل النقل أو السرعة .

## تغير الميل
الغرض من اختلاف زاوية الميل هو الحفاظ على أفضل زاوية للهجوم لشفرات المروحة، وإعطاء أقصى قدر من الكفاءة في جميع أنحاء نظام الرحلة .

### الميل المتغير
ومشهد الصورة لمروحة هاميلتون المعيارية . وقد استخدم هذا النوع من مروحة السرعة الثابتة على العديد من المقاتلات الاميركية وقاذفات القنابل وطائرات النقل من الحرب العالمية الثانية.
وتم تشغيل تجريبي لإعدادات التحكم في الميل في وقت مبكر، إما مع عدد قليل من مواقع محددة مسبقا أو متغير باستمرار .
في أعقاب الحرب العالمية الأولى، وضعت المراوح التلقائية للحفاظ على الزاوية الأمثل للهجوم . وقد تم ذلك من خلال تحقيق التوازن لحظة التواء الجاذبية على الشفرات ومجموعة من الأثقال ضد قوى الديناميكية الهوائية والانطلاق على الشفرات .وكان للمروحة التلقائية ميزة كونها بسيطة، خفيفة الوزن، والتي لا تتطلب السيطرة الخارجية، ولكن كان أداء المروحة صعبا لتتناسب مع طاقة الطائرة الموضوعة .
قد تمتلك الطائرات الحديثة الخفيفة والطائرات المصنوعة محليا ميلا متغيرا (م م) للمروحة .وقد يتحول الأمر إلى التشغيل الكهربائى والتحكم اليدوى أو بالكمبيوتر.فالمروحة ستعمل ذاتيا وتكون مستقلة .
وهناك نموذج مبسط لمروحة في بى ذات السرعتين (الانطلاق للإقلاع)، والتى ضبطت لتلائم الإقلاع ثم أعدت للتحرك بسرعة بشكل صاروخى، وتظل المروحة تدور طوال باقى الرحلة .كما وجد نموذج أكثر بساطة وهو المروحة الأرض القابلة للتعديل، والتي يمكن تعديلها على الأرض .

### السرعة الثابتة
والسرعة الثابتة هو تحسين أضفى على النوع الأوتوماتيك الذاتى .حيث يقوم هذا النوع بمعادلة ميل الشفرات مع سرعة المحرك، وبالتالي الحفاظ على سرعة المحرك ثابتة لأي تحكم يدوي قائم .ref name="beaumont" /> تسمح المراوح ثابتة السرعة للطيار بضبط سرعة الدوران وفقا للحاجة للحصول على أقصى قوة للمحرك أو أقصى قدر من الكفاءة، ويعمل حاكم المروحة كوحدة تحكم لحلقة مغلقة حيث تغير من زاوية ميل المروحة بالشكل الذي يحافظ على سرعة المحرك المحددة .ومثل هذا النظام يكون هيدرولكيا في معظم الطائرات، باستخدام زيت المحرك كما هو التدفق الهيدروليكى . ومع ذلك، طورت مراوح التحكم كهربائيا خلال الحرب العالمية الثانية وشهد استخدام واسع النطاق على الطائرات العسكرية وقد شهدت مؤخرا نهضة في الاستخدام على الطائرات المدنية.[بحاجة لمصدر]

### الريش
المروحة الريشية الخارجية ت ب 400 توربينية الدفع المركبة بطائرة نقل الركاب أ400 م
في بعض المراوح ذات الميل المتغير، يمكن أن تدور الشفرات بشكل مواز لتدفق الهواء لتقليل التحرك في حالة فشل المحرك .وهذا ما يسمى بالريش، وهو مصطلح مأخوذ من التجديف.وفي حالة الطائرة بمحرك واحد سواء كانت شراعية أو توربينية فالتأثير يزيد من مسافة الانزلاق .وفي الطائرة متعددة المحركات، تدوير ريش المروحة على محرك به عطل يساعد على الحفاظ على الطائرة على ارتفاعها في ظل انخفاض طاقة المحركات الباقية .
معظم أنظمة ريش المروحة لمحركات ترددية بمعنى عند الانخفاض في ضغط الزيت تحرك الشفرات تجاه موضع الريش، وتتطلب من الطيار بالتحكم بالمروحة وإرجاعها لتوقيف الميل الكبير قبل وصول المحرك لعطل لحظى . عادة ما تستخدم أنظمة التحكم في الدفع التوربيني جهاز استشعار عزم الدوران السلبي في علبة التروس للحد الذي يحرك الشفرات نحو الريش عندما لا يستطيع المحرك توفير الطاقة للمروحة . واعتمادا على التصميم، يستطيع الطيار أن يهيمن على توقفات الميل العالي بالضفط على ذر ويكمل عملية الريش، ربما تكون عملية الريش أتوماتيكية كليا .

### الميل العكسى
في بعض الطائرات، مثل سى -130 هيركليز، يمكن للطيار تجاوز يدويا آلية السرعة الثابتة لعكس اتجاه زاوية الميل للشفرة، وبالتالي قوة الدفع للمحرك (على الرغم من دوران المحرك نفسه لا يعكس). وتستخدم هذه للمساعدة في ابطاء الطائرة بعد هبوطها من أجل إنقاذ الرداء على المكابح والإطارات، ولكن في بعض الحالات يسمح للطائرات أن ترجع من نفسها - وهذا مفيد وبشكل خاص عند إخراج الطائرات العائمة من الأحواض أو الأرصفة المغلقة .

## مراوح عكس الدوران
تستخدم مراوح عكس الدوران أحيانا مع الطائرات التي تدفع بمحرك زوجى أو متعددة المحركات .فالمراوح المركبة على محركات الأجنحة تدور في اتجاهين متعاكسين .وبصفة عامة، المراوح على كلا محركين الطائرات ذوالمحركين تدور مع عقارب الساعة (كما يرى من خلف الطائرة).وبالنسبة للمراوح عاكسة الدوران فإنها تدور مع عقارب الساعة في المحرك على اليسار، وتدور عكس عقارب الساعة في المحرك على اليمين . ميزة مراوح عكس الدوران هي لتحقيق التوازن في آثار عزم دوران طاقة كبس المحرك العالية، فضلا عن آثار السبق التوازني (عامل السبق) خلال مناورات الطيران، والقضاء على مشكلة المحرك الحرجة . ويشار إلى هذه أحيانا باسم مراوح «التسلم»، منذ وجود نماذج لليد اليسرى واليد اليمنى لكل مروحة .

## المروحة المضادة للدوران
تقوم المروحة مضادة للدوران بوضع اثنين من المراوح المعاكسة على ناقل حركة مركزي بحيث تعطل أحدهم الآخر .ما يوفر فوائد مروحة الدوران المعاكس لطائرة ذات مولد طاقة وحيد .وتوفر المروحة اللاحقة غالبية الدفع، بينما تقوم مروحة المؤخرة بتعويض فقد الطاقة من حركة الدوامة الناتجة عن مروحة إزاحة الهواء .كما تعمل المضادة للدوران على زيادة قدرة المروحة لامتصاص الطاقة من المحرك الموجود، وبدون زيادة في قطر المروحة .ونستطيع القول أن التكلفة المضافة مستحقة ولها قيمتها مقابلة مع الضوضاء ووزن النظام السابق، كما أنها الطريقة الوحيدة المستخدمة للطائرات عالية الأداء حيث الأداء المثالى أهم من الكفاءة .

## مراوح الطائرات
الفانة أو المروحة المقصودة هنا هي مروحة لها عدد كبير من الريش (الشفرات).ولذلك الفانة أو تلك المروحة توفر دفع أكبر بكثير لنفس قطر المروحة إلا أن المسافات القريبة بين الريش تولد تدفق هوائى أشد حولها .تلك التداخلات ستكون نافعة لو أن التدفقات فوق سرعة الصوت وتكبس من خلال موجات تصادمية متتالية . عن طريق وضع مروحة داخل شكل أنبوبى، فأن أنماط تدفق محددة يمكن أن تنشأ اعتمادا على سرعة الطيران وأداء المحرك . وكلما يدخل الهواء القناة، يتم تقليل سرعته في حين يزداد الضغط ودرجة الحرارة. وإذا كانت السرعة دون سرعة الصوت التي تسير بها الطائرة عالية فهذا يخلق ميزتان: الهواء يدخل المروحة بسرعة ماخ أقل، وارتفاع درجة الحرارة يزيد من سرعة الصوت المحلية .وفي الوقت الذي يحدث فيه فقد في الكفاءة بسبب أن المروحة تعمل في مساحة صغيرة من المجرى الحر وبالتالى تستخدم هواء أقل، يتوازن مع ذلك احتفاظ المروحة الأنبوبية بالكفاءة في السرعات العالية حيث لا تستطيع المراوح التقليدية فعل ذلك .كما أن المروحة الأنبوبية لها فوائدها مع السرعات الأقل ولكن لابد من تغير شكل الأنبوب عن شكل السرعات العالية ما يسهل عملها .وفي تلك الحالة تسحب كمية أكبر من الهواء وكفائتها تتساوى مع المراوح التقليدية الغير الأنبوبية .كما تقل الضوضاء مع المراوح الأنبوبية، كما أن فصل المروحة عن الأنبوب يعمل على احتواء المخاطر .ومع ذلك علينا معرفة أن المراوح الأنبوبية تزيد الوزن، والتكلفة، والتعقيد، والسحب